# Tôn Khả Vọng
Tôn Khả Vọng (chữ Hán: 孙可望, 1630 – 21 tháng 12 năm 1660), người Diên Trường Thiểm Tây, tên thật là Khả Vượng, tên lúc nhỏ là Vượng Nhi, con nuôi của Trương Hiến Trung, tướng lĩnh nghĩa quân Đại Tây thời Minh mạt Thanh sơ.

## Tiểu sử

### Thân thế ban đầu
Tôn Khả Vọng lúc nhỏ tham gia cuộc khởi nghĩa của Trương Hiến Trung, là người can đảm, kiêu dũng thiện chiến, rất được thủ lĩnh Đại Tây Trương Hiến Trung yêu mến, phong làm Bình Đông Tướng quân, tước hiệu Nhất Đỗ Tường, cùng với Lý Định Quốc, Lưu Văn Tú, Ngải Năng Kỳ đều là con nuôi của Trương Hiến Trung. Năm Đại Thuận thứ 3 (1646), Trương Hiến Trung chết tại Tây Sung, còn lại năm, sáu vạn nghĩa quân do Tôn Khả Vọng và Lý Định Quốc kế tục lãnh đạo. Khả Vọng thống lĩnh quân Đại Tây hàng ngàn người tiến xuống phía Nam đánh phá Tuân Nghĩa, Quý Dương, chiếm đóng Vân Nam, xây dựng nơi đây thành căn cứ địa chống Thanh.

### Thần phục Nam Minh
Năm Vĩnh Lịch thứ 3 (1649), Tôn Khả Vọng gởi thư cho chính quyền Vĩnh Lịch Chu Do Lang nhà Nam Minh, nguyện "Chung sức khôi phục Vương thất", cùng với chính quyền Nam Minh chống Thanh, cầu phong làm Thân vương danh xưng Tần vương, triều đình Vĩnh Lịch một mặt muốn lợi dụng quân Đại Tây của Tôn Khả Vọng, một mặt lại coi bọn họ như một lũ giặc cướp, do dự chưa quyết. Ban đầu chuẩn bị phong Tôn Khả Vọng là Cảnh Quốc công, về sau Đỗ Dận Tích kiến nghị đổi phong làm Quận vương với tên gọi Bình Liêu vương. Đồng thời, nhằm khống chế quyền thần Quảng Tây Trần Bang Phụ bèn chuyển đổi số lính còn lại của quân Đại Thuận lập thành Trung Trinh doanh, lợi dụng chiếu thư trống không mà Vĩnh Lịch Đế đưa cho, Khả Vọng bèn làm giả chiếu chỉ phong mình là "Tần vương". Trong lúc Vĩnh Lịch Đế chưa biết đúng sai ra sao thì ông liền thừa cơ làm giả chiếu chỉ tự xưng Tần vương, đẩy triều đình vào thế coi như sự đã rồi.
Năm Vĩnh Lịch thứ 5 (1651), vì mưu tính phong làm Tần vương, Tôn Khả Vọng đã chém giết Đại học sĩ Nam Minh tới hơn ba mươi người, nhân tiện phái binh tiến vào vùng Quý Xuyên củng cố thế lực, Phàn Nhất Hành mắc bệnh qua đời, binh sĩ dưới quyền đều theo về Tôn Khả Vọng, gom hết lực lượng còn lại thuộc các đạo quân của Viên Thao, Vũ Đại Định nhà Nam Minh, "phàm là cầu đường phố lớn bất cứ nơi đâu, thảy đều ra lệnh tu sửa hoàn chỉnh, ban lệnh cho nhà dân trồng cây ở trước cửa, mùa đông và mùa hè thường rất tươi tốt". Tôn Khả Vọng cho dời Vĩnh Lịch Đế sang huyện An Long tỉnh Quý Châu. Năm Vĩnh Lịch thứ 8 (1654), triều thần Ngô Trinh Dục phụng mệnh Vĩnh Lịch Đế ngầm triệu Lý Định Quốc tới hộ giá, sau sự tình bại lộ, Tôn Khả Vọng nổi giận lấy cớ Ngô Trinh Dục "trộm ấn vua làm giả chiếu chỉ, lừa dối quần thần hại người lương thiện", ban cho Ngô Trinh Dục được tự vẫn rồi đem chém mười bảy người dưới quyền họ Ngô, sử Nam Minh gọi sự kiện này là Thập bát nhân chi ngục.

### Đầu hàng nhà Thanh
Tôn Khả Vọng bản tính tàn bạo và đố kỵ, thường hay bất hòa với Lý Định Quốc, Định Quốc nhiều lần lập chiến công, Tôn Khả Vọng sợ rằng nay mai Định Quốc quyền thế lớn mạnh khó mà khống chế nổi, nên dự định tước bỏ binh quyền của ông. Năm Thuận Trị thứ 14 (1657), Khả Vọng đến Quý Châu mang quân tiến vào Vân Nam, tấn công lực lượng của Lý Định Quốc, do bộ tướng chạy qua gia nhập hàng ngũ Lý Định Quốc, Tôn Khả Vọng đại bại, liền dẫn theo bộ hạ hơn sáu trăm người tới quân doanh hàng Thanh, hiến dâng "địa đồ vùng Điền Kiềm". Triều đình Nhà Thanh đối với Tôn Khả Vọng hết sức coi trọng, tháng 12 cùng năm, Thuận Trị Đế ban chiếu chỉ đặc biệt phong Tôn Khả Vọng là Nghĩa vương. Kể từ đó quân Thanh thế như chẻ tre, chính quyền Vĩnh Lịch về mặt quân sự liên tiếp gặp bất lợi phải rút lui, "Khả Vọng lại còn sai người đưa thư chiêu hàng đám tướng soái, nói sẽ được thụ phong Vương Hầu cho đến Thân vương, ân sủng không gì sánh nổi. Chư tướng đầu hàng đều được nhận tước vị hậu hĩnh, trừ phi chịu ra hàng. Chỉ riêng Định Quốc là không thể tha được". Tháng 3 nhuận năm Thuận Trị thứ 16 (1659), có người tố cáo Tôn Khả Vọng làm nhiều việc cho vay nặng lãi ăn lời nhưng triều đình bỏ qua không truy cứu. Năm Thuận Trị thứ 17 (1661), khu vực Tây Nam đại thế đã định, tới tháng 6 ông bị ép phải dâng sớ thỉnh cầu từ bỏ tước phong và sách ấn Nghĩa vương. Ngày 20 tháng 11 cùng năm, Tôn Khả Vọng mất vì bạo bệnh; có thuyết cho rằng lúc đang trên đường săn thú thì bị quân Thanh bắn chết, hoặc giả thuyết "phong là Nghĩa vương, dùng rượu pha thuốc độc mà chết".

## Gia đình
Con là Tôn Chinh Kỳ, Tôn Chinh Thuần trước sau đều kế tục tước vị của cha mình, một người con khác tên Tôn Chinh Hạo nối tiếp chức tước được đổi làm Mộ Nghĩa công, một người con nữa tên Tôn Hoành Tướng được xếp vào hàng thế tập Nhất đẳng Khinh xa đô úy. Tháng 6 năm Càn Long thứ 36 (1771), triều đình Nhà Thanh quyết định: "con cháu Tôn Khả Vọng nối đời kế thừa chức vị, con cháu đời sau không cần kế thừa tước vị nữa".

## Ảnh hưởng văn hóa
- Mã Thụ Siêu đóng vai Trương Khả Vượng (Tôn Khả Vọng) trong bộ phim năm 1984 Song hùng hội.
- Lư Dũng đóng vai Tôn Mẫn Tông (Tôn Khả Vọng) trong bộ phim năm 2005 Trường Hà đông lưu.